# Золота прірва
Золота прірва (азерб. Qızıl uçurum) — радянський драматичний фільм 1980 року кіностудії Азербайджанфільм, є екранізацією повісті Ібрагіма Мусабекова «У царстві нафти і мільйонів». Прем'єра фільму відбулася 11 березня 1981 року.

## Сюжет
Кінець XIX століття. У Баку в нафтовій промисловості виникає криза. Джаліл стає нафтовим підприємцем, але одного разу криза, що виникла, боляче вдаряє по всьому, сам герой також зазнає краху. На тлі невдач в кар'єрі, він також втрачає друзів, будинок і йде з сім'ї й зрештою гине у злиднях та самоті.

## У ролях
Аліаббас Гадіров — Джаліл
Гаміда Омарова — Шафіга
Амілет Ханізаде — Лютфелі бек
Олена Габец — Агбеніз
Мамедрза Шейхзаманов — Курбан
Гасан Турабов — майстер Бакір
Садих Хуснейнов — Ахмед
Шаміль Сулейманов — Азіз
Каміль Магаррамов — Гудрат
Ельденіз Зейналов — Нуру бек
Мухтар Манієв — Халіл
Мухтар Авшаров — візник на арбі
Гюмрах Рагімов — кучер
Шамсі Шамсізаде — Бек
Шахін Джабраїлов — недорікуватий
Нубар Новрузова — повія
Алескер Мамедоглу — нафтовик
Наджаф Гасанзаде — слуга
Джахангір Асланоглу — гість

## Знімальна група
Сценарій: Мірзаага Атеш
Режисер: Фікрет Алієв
Оператори: Валерій Керімов, Кенан Мамедов
Художники: Каміль Наджафзаде, Аріф Абдуррахманов
Композитор: Джахангір Джахангіров